# Port arbori
El port arbori és la grandària i forma d'un arbre.

## Tipus de port arbori
- Columnar com en el cas del xiprer
- Fastigiata columnar però amb branques molt verticals
- Globular com la pinassa
- Desmaiat o pèndol com alguns salzes
- Para-sol com el pi pinyoner
- Cònic o piramidal com l'avet i la picea i el cedre (quan és vell aquest últim passa a tenir una forma tabular).

Tots els arbres tenen un port natural característic.
En fruticultura molt sovint es dona una forma anomenada «forçada» a les plantacions per tal d'incrementar la productivitat i facilitar tractaments i recol·lecció. Per això es fa un conreu en espatllera on es disposen pals i filferro per tal de guiar la vegetació. Les formes aconseguides artificialment són en "palmeta", "fus", "bandera", etc. que ja no tenen res a veure amb el port natural de l'arbre.